# Крутое (Астраханская область)
Круто́е — село в Володарском районе Астраханской области, является центром и единственным населённым пунктом Крутовского сельсовета. Население — 618 человека (2021), большинство составляют казахи.

## География
Село расположено на берегу проток Терновой и Поляковской в дельте Волги в 22 километрах к югу от районного центра Володарского. Расстояние от Крутого до центральной части Астрахани по автодорогам составляют около 75 километров.
Абсолютная высота составляет 27 метров ниже уровня моря.

## История
Село Крутое образовалось в 1911—1912 годах на южном и северном склонах крутого бугра, отсюда и название села Крутое. В 1930—1935 годах в селе насчитывалось 50—60 дворов с населением 250—260 человек. Тогда же был организован колхоз «13 лет Октября». В 1950 году колхозы «13 лет Октября» и « Жана-Жол» объединились в один колхоз « Жана-Жол» (с. Кара-бирюк). В 1961 году на базе колхозов «Жана-Жол» и «Победа» (с. Тулугановка) образован совхоз «Зеленгинский» с центром в селе Новинка. Село Крутое стало отделением № 3 совхоза. В 1992 году после реорганизации совхоза «Зеленгинский» на базе отделения № 3 создано ТОО «Крутовское», переименованное затем в сельскохозяйственный производительный кооператив (СПК) «Крутовский».
30 марта 1993 года образован Крутовский сельсовет с численностью населения 783 человека.
6 августа 2004 года в соответствии с Законом Астраханской области № 43/2004-ОЗ Крутовский сельсовет наделен статусом сельского поселения.

## Население
В 1930—1935 годах в селе насчитывалось 50—60 дворов с населением 250—260 человек.
Увеличение численности населения происходит за счет рождаемости и притока населения.
| 2002 | 2010 | 2012 | 2013 | 2014 | 2015 | 2016 |
| ---- | ---- | ---- | ---- | ---- | ---- | ---- |
| 755  | ↘754 | ↗761 | ↗770 | ↘769 | ↗771 | ↘760 |
| 2017 | 2018 | 2019 | 2020 | 2021 |      |      |
| ↗761 | →761 | →761 | ↘745 | ↘618 |      |      |

Национальный и гендерный состав
По данным Всероссийской переписи в 2010 году, численность населения составляла 854 человека (381 мужчина и 373 женщины, 50,5 и 49,5 %% соответственно).
Согласно результатам переписи 2002 года, в национальной структуре населения казахи составляли 100 % от общей численности населения в 756 жителей. Крутое — самое крупное из полностью моноэтничных сел региона.
| Национальность | Численность (2002) | Процент |
| -------------- | ------------------ | ------- |
| Казахи         | 755                | 100%    |
| Всего          | 755                | 100%    |

| Национальность | Численность (2010) | Процент |
| -------------- | ------------------ | ------- |
| Казахи         | 742                | 98,1%   |
| Русские        | 6                  | 0,8%    |
| Не указана     | 8                  | 1,1%    |
| Всего          | 756                | 100%    |